# 北京華聯

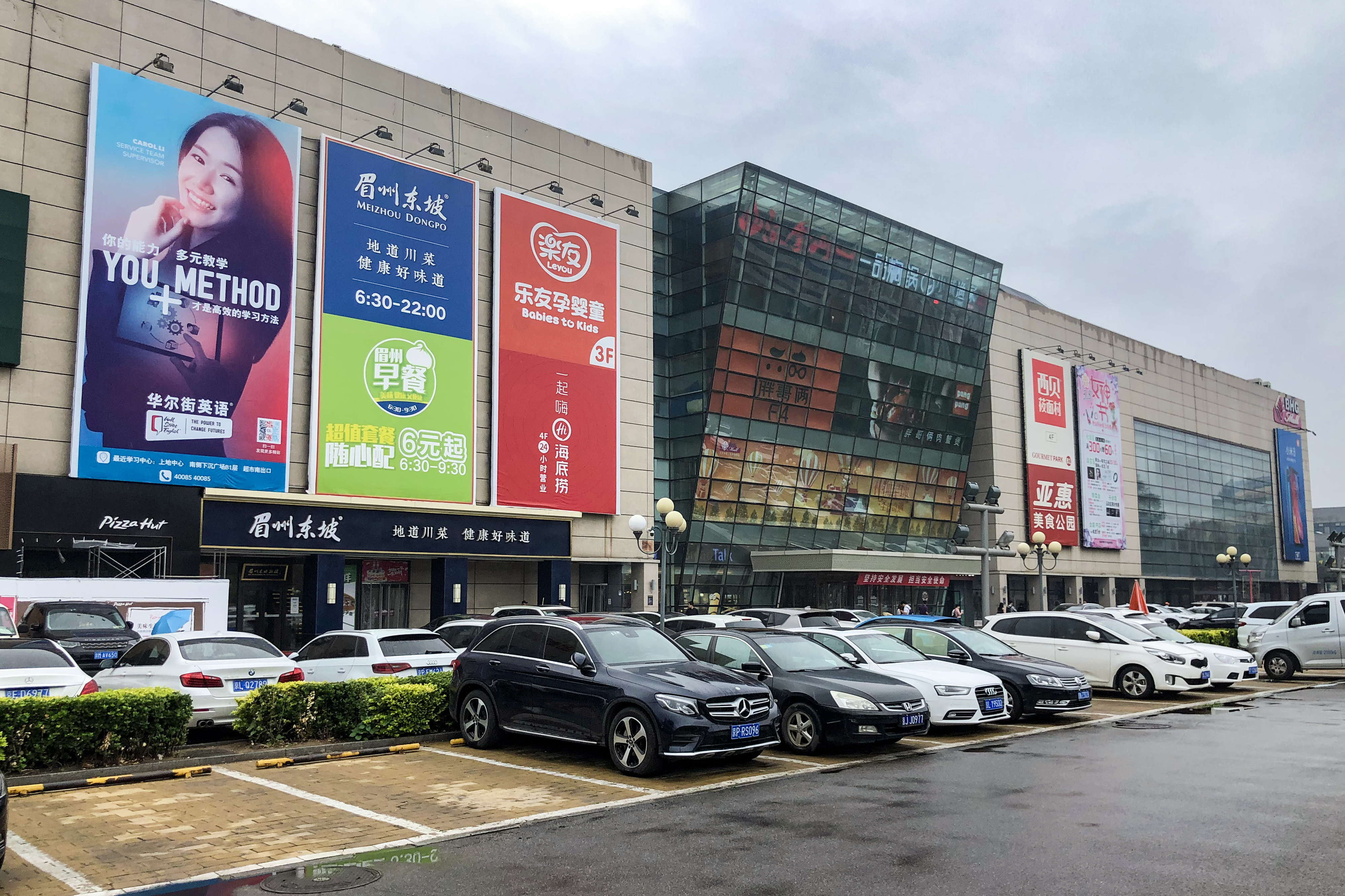
北京華聯（北京上地店）

北京華連集団（ペキンかれんしゅうだん、中国語：北京华联集团、英文：Beijing Hualian Group）は中華人民共和国・北京に本社がある小売業者で、中国主要都市だけでなく、海外にも総合スーパーを展開していて、集団の子会社が上海証券取引所と深圳証券取引所に上場されている。

## 概要
中国の国有企業で、商務部が定めた15の小売業国有企業の一つである。中国内で1万平米以上の面積の店舗だけでも、85店を営業している。シンガポール（西友グループの店舗を買収）など、海外にも業務展開している。集団の子会社が、上海証券取引所（証券番号：600361）と深圳証券取引所（証券番号：000882）に上場されている。2021年現在、国際百貨店協会に加盟する12百貨店グループ企業の1つである。

## 競合他社
競争相手は中国内にも総合スーパーを展開中のウォルマート、カルフール、メトロなど、および各地の小売業者である。